# Julius Arnold
Julius Arnold (19 de agosto de 1835 - 3 de febrero de 1915) fue un médico patólogo suizo de lengua alemana.
Estudió medicina en las universidades de Heidelberg, Praga, Viena y Berlín, donde fue alumno de Rudolf Virchow (1821–1902). Se recibió en 1859, y en 1866 fue nombrado profesor de anatomía patológica y director del Instituto de Patología de Heidelberg. Arnold escribió y publicó 120 artículos sobre histología y anatomía patológica.
Su nombre está asociado a una patología conocida como malformación de Chiari, uno de cuyos tipos lleva el nombre de Arnold-Chiari. Ocurre cuando las amígdalas cerebelosas y el tronco encefálico protruyen a través del foramen magnum y se adentran en el canal medular. Arnold describió esta enfermedad en un bebé que murió a las pocas horas de nacer, y publicó sus conclusiones en un artículo de 1894 titulado Myelocyste, Transposition von Gewebskeimen und Sympodie. La anormalidad había sido descripta independientemente en 1891 por el patólogo austríaco Hans Chiari, por lo que dos estudiantes de Arnold bautizaron en 1907 al tipo II de esta enfermedad como "malformación de Arnold-Chiari".

## Obra
- Anatomische Beiträge zu der Lehre von den Schusswunden (Aportes anatómicas a la teoría de las heridas de bala). Heidelberg 1873.

- Untersuchungen über Staubinhalation und Staubmetastase (Estudios sobre la inhalación de polvo de polvo y la metástasis). Leipzig 1885.

- Über den Kampf des menschlichen Körpers mit den Bakterien (Sobre la lucha del cuerpo humano con las bacterias). Heidelberg 1888.